# Districte de Bischofszell
El districte de Bischofszell és un dels vuit districtes del cantó suís de Turgòvia. Té 31.080 habitants (cens de 2007) i una superfície de 69,7 km². Està format per 8 municipis i el seu cap és Bischofszell

## Municipis
| Nom                     | Habitants (31.12.2007) | Superfície en km² |
| Amriswil                | 11'517                 | 19.1              |
| Bischofszell            | 5466                   | 11.7              |
| Erlen                   | 3078                   | 12.2              |
| Hauptwil-Gottshaus      | 1802                   | 12.5              |
| Hohentannen             | 607                    | 8.0               |
| Kradolf-Schönenberg     | 3215                   | 10.9              |
| Sulgen                  | 3366                   | 9.1               |
| Zihlschlacht-Sitterdorf | 2029                   | 12.2              |